# Anton Lavrenčič
Anton Lavrenčič [ànton lavrênčič], slovenski veterinar in politik, * 3. marec 1970, Vrhpolje pri Vipavi.
Lavrenčič je po izobrazbi magister veterinarske medicine. Od leta 2022 opravlja funkcijo župana Občine Vipava.
V preteklosti je aktivno sodeloval v Kulturno-izobraževalnem društvu Teodozij, kjer je bil vključen v številne uspešne projekte. Med vidnejšimi je bila uprizoritev Bitke pri Mrzli reki v letih 2009 in 2010. Za svoje delo je bil imenovan za Ime tedna in Ime meseca na Valu 202.